# Qeshlāq (ort i Östazarbaijan)
Qeshlāq (persiska: Qeshlāq-e Pīāzī, قشلاق) är en ort i Iran.   Den ligger i provinsen Östazarbaijan, i den nordvästra delen av landet, 500 km väster om huvudstaden Teheran. Qeshlāq ligger 1 278 meter över havet och antalet invånare är 732.
Terrängen runt Qeshlāq är platt åt nordväst, men åt sydost är den kuperad.Runt Qeshlāq är det tätbefolkat, med 459 invånare per kvadratkilometer. Närmaste större samhälle är Āz̄arshahr, 9,5 km öster om Qeshlāq. Trakten runt Qeshlāq består till största delen av jordbruksmark.